# 格羅斯 (內布拉斯加州)
格羅斯（英語：Gross）是位於美國內布拉斯加州博伊德縣的村。

## 人口
根據2020年美國人口普查的數據，格羅斯的面積為0.33平方千米，皆為陸地。當地共有人口3人，而人口密度為每平方千米9人。